# Dagor Dagorath
Dagor Dagorath (v sindarštině znamenající Bitva bitev nebo Poslední bitva) je konečnou bitvou odehrávající se ve fiktivním světě J. R. R. Tolkiena. Tolkien byl při její tvorbě ovlivněn severskou mytologií a Ragnarökem. 

## Bitva
Poslední bitva Dagor Dagorath byla předpovězena samotným Mandosem. Podle něj se jednoho dne bdělost Valar otupí a Morgoth přijde na způsob jak proniknout skrz Hradby noci zpátky do Ardy. Temný pán zničí Slunce a Měsíc a v Amanu dojde k Bitvě bitev. Morgothovi a nekonečným zástupům jeho přisluhovačů včetně Saurona budou čelit všechny národy Ardy v čele s Valar. Tehdy v Mandosových síních obživnou všichni mrtví a přidají se do bitevní vřavy. Souboj s Temným pánem podstoupí Tulkas, který bude mít po levici Eönwëho a po pravici Túrina. Morgoth nakonec zahyne právě rukou Túrina Turambara, který mu probodne srdce svým mečem Gurthangem. Túrin tak pomstí svůj prokletý rod a všechny lidi. Morgothovou smrtí bitva skončí a národy Ardy budou moci slavit konečné vítězství.

Při zkáze, kterou bitva napáchá, bude rozvrácena celá země a budou nalezeny ztracené silmarily. Obživlý Fëanor věnuje klenoty Yavanně, která silmarily rozbije a oživí s jejich pomocí Dva stromy. Tehdy budou zbourány hory Pelóri a blažené světlo Stromů se rozlije po celé Ardě. Pak bude všemi rasami zpívána Druhá hudba a každý při ní pochopí Eruův záměr.